# 阿尔夸彼得拉尔卡
阿尔夸彼得拉尔卡（義大利語：Arquà Petrarca）是意大利威尼托大区帕多瓦省的一个市镇。总面积12.52平方公里，人口1854人，人口密度148.1人/平方公里（2009年）。国家统计（ISTAT）代码为028005。